# El amor de las tres naranjas
El amor de las tres naranjas (título original en ruso, Любовь к трём апельсинам, Lyubov' k tryom apel'sinam) es una ópera satírica en cuatro actos y un prólogo con música y libreto en ruso de Serguéi Prokófiev. Lleva como número de Opus el 33. También se conoce por su título en francés L'amour des trois oranges. La traducción más precisa del título  sería El amor por tres naranjas, pero el título más conocido es quizás El amor de las tres naranjas. Se estrenó en Chicago el 30 de diciembre de 1921, usando un libreto en francés traducido del original ruso basado en la obra italiana L'amore delle tre melarance de Carlo Gozzi.

## Historia

### Composición
La ópera fue el resultado de un encargo durante la exitosa primera visita de Prokófiev a los Estados Unidos en 1918. Después de exitosos conciertos en Chicago (que incluyeron su Primera Sinfonía), se dirigió a él el director de la Asociación de Ópera de Chicago, Cleofonte Campanini, para que escribiera una ópera. Convenientemente, Prokófiev ya había esbozado un libreto en el viaje basado en la obra de Gozzi en la tradición de la Commedia dell'Arte, (que a su vez se basaba en el cuento de hadas de Giambattista Basile titulado "El amor de las tres naranjas"). El libreto fue adaptado por Prokófiev en la traducción de Vsévolod Meyerhold de la obra de Gozzi. La adaptación modernizó parte de las influencias de la Commedia dell'Arte y también introdujo una dosis de Surrealismo. Debido al escaso conocimiento que Prokófiev tenía del inglés, y considerando que el ruso hubiera resultado inaceptable para el público estadounidense, la versión inicial se pasó al francés, con la posible ayuda de la Vera Janacopoulos, como L'Amour des trois oranges. Fue compuesta en 1919 (opus 33).

### Representaciones
Fue estrenada por la Ópera Lírica de Chicago el 30 de diciembre de 1921 en el Teatro Auditorium, con el compositor mismo en el podio. Tuvo su primera producción en ruso en Petrogrado (hoy San Petersburgo) en 1926 y desde entonces ha entrado en el repertorio estándar de muchas compañías de ópera.
Probablemente la pieza más conocida de la ópera es la "Marcha", que se usó por la CBS en la serie The FBI in Peace and War que fue retransmitida en 1944-58. Prokófiev también cita la marcha en el Acto II de su ballet Cenicienta (Op. 87).
Las críticas iniciales de la producción de Chicago fueron a menudo duras, por ejemplo, "dejó a los mejores de nosotros aturdidos y preguntándonos", "jazz ruso con ribetes bolcheviques" y "La obra pretende, según se sabe, provocar la diversión. Hasta donde soy capaz de discernir, provoca la diversión principalmente entre aquellos que pagaron dinero por ella".
La ópera fue abandonada en los Estados Unidos hasta 1949 cuando la New York City Opera la resucitó. Representada por Vladimir Rosing y dirigida por Laszlo Halasz, la producción fue un gran éxito. La revista, Life la celebró en una foto en color a toda página. La producción marchó de gira con la compañía de Ópera de la ciudad de Nueva York y volvió por demanda popular durante tres temporadas sucesivas.
Esta ópera sigue en el repertorio, aunque no está entre las más representadas; en las estadísticas de Operabase aparece la n.º 93 de las cien óperas más representadas en el período 2005-2010, siendo la 6.ª en Rusia y la primera de Prokófiev, con 40 representaciones. Una producción de 1988 de Richard Jones para Opera North, más tarde vista en la Ópera Nacional Inglesa, la Ópera de la Ciudad de Nueva York y otros lugares, usaron cartas de "raspa y huele" entre el público sugiriendo diversos aromas que estaban relacionados con los acontecimientos sobre el escenario (disparos, "viento" de Truffaldino, el aroma de las naranjas).

## Personajes
| Personaje                                                              | Tesitura     | Reparto el 30 de diciembre de 1921 Director: Serguéi Prokófiev |
| ---------------------------------------------------------------------- | ------------ | -------------------------------------------------------------- |
| Rey de Tréboles (Monarca de un reino imaginario)                       | bajo         | James Francis                                                  |
| El Príncipe (hijo del Rey de Tréboles)                                 | tenor        | José Mojica                                                    |
| Fata Morgana (una bruja)                                               | soprano      | Nina Koshetz                                                   |
| Truffaldino (bufón de la Corte)                                        | tenor        | Octave Dua                                                     |
| Leandro (primer ministro)                                              | barítono     | William Beck                                                   |
| Princesa Clarissa (sobrina del Rey)                                    | contralto    | Irène Pavlovska                                                |
| Pantalón (consejero del Rey)                                           | barítono     | Désiré Defrère                                                 |
| Chelio (un mago)                                                       | bajo         | Hector Dufranne                                                |
| Princesa Ninetta                                                       | soprano      | Jeanne Dusseau                                                 |
| Princesa Linetta                                                       | contralto    | Philine Falco                                                  |
| Princesa Nicoletta                                                     | mezzosoprano | Frances Paperte                                                |
| Esmeraldina (doncella de Fata Morgana)                                 | soprano      | Jeanne Schneider                                               |
| Cleonte (cocinero de la Corte)                                         | bajo         | Constantin Nikolay                                             |
| Farfanello (un demonio)                                                | bajo         | James Wolf                                                     |
| Maestro de Ceremonias                                                  | tenor        | Lodovico Oliviero                                              |
| Un Heraldo                                                             | bajo         | Jerome Uhl                                                     |
| Bailarines, comediantes, cortesanos, demonios, criados, soldados, etc. |              |                                                                |

## Argumento
La historia trata de un joven príncipe condenado por una bruja a viajar a tierras lejanas para buscar tres naranjas, cada una de las cuales contiene una princesa.

### Prólogo
La Tragedia, la Comedia, el Drama lírico y la Farsa defienden su forma artística favorita cuando se alza el telón. Los Ridículos (Excéntricos) los persiguen y les dicen que van a ser testigos de "El amor de la tres naranjas."

### Acto I
El Rey de Tréboles y su consejero Pantalón se lamentan de la enfermedad del Príncipe, originada por su gusto por la poesía trágica. Los doctores le informan de que la hipocondría de su hijo sólo se cura con la risa, de manera que Pantalón llama al bufón Truffaldino para que organice un gran espectáculo, junto con el primer ministro, Leandro (que en secreto es enemigo suyo). 
El mago Chelio, que apoya al rey, y la bruja Fata Morgana, que apoya a Leandro y Clarissa (sobrina del rey, amante de Leandro), juegan a las cartas a ver quién triunfará. Chelio pierde tres veces seguidas ante Fata Morgana, quien luce el Rey de Picas, alias de Leandro. 
Leandro y Clarissa traman matar al príncipe de manera que Clarissa pueda sucederlo en el trono. Los defensores de la Tragedia están encantados con este giro de los acontecimientos. La sirviente Esmeraldina revela que ella también está al servicio de Fata Morgana, quien apoyará a Leandro.

### Acto II
Todos los esfuerzos de hacer reír al Príncipe fracasan, a pesar de los esfuerzos de los defensores de la Comedia, hasta que Fata Morgana es golpeada por Truffaldino y se cae, enseñando su ropa interior - el Príncipe se ríe, y también el resto, salvo Leandro y Clarissa. Fata Morgana lo maldice: de ahí en adelante, se obsesionará con un "amor por tres naranjas." Juntos, el Príncipe y Truffaldino se van a buscarlas.

### Acto III
Chelio le dice al Príncipe y Truffaldino dónde están las tres naranjas, pero les advierte de que deben tener agua disponible cuando se abran las naranjas. También entrega a Truffaldino una cinta mágica con la que seducir a la giganta Cocinera (voz de bajo) que guarda las naranjas en el palacio del brujo Creonte.
Son soplados al palacio con la ayuda de vientos creados por el demonio Farfarello, quien ha sido convocado por Chelio. Usando la cinta para distraer a la Cocinera, cogen las naranjas y se las llevan al desierto de los alrededores. 
Mientras el Príncipe duerme, Truffaldino abre dos de las naranjas. Emergen dos princesas encantadas, pero rápidamente mueren de sed. Los Ridícules dan agua al príncipe para salvar a la tercera princesa, Ninette. El Príncipe y Ninette se enamoran. Aparece convenientemente un cuerpo de soldados y el príncipe les ordena enterrar a las dos princesas muertas. El Príncipe marcha a buscar ropa para Ninette de manera que pueda llevársela a casa y casarse, pero, mientras está fuera, Fata Morgana transforma a Ninette en una rata gigante y la sustituye por Esmeraldina disfrazada.

### Acto IV
Todo el mundo vuelve al palacio del rey, donde el Príncipe ahora se ve obligado a prepararse para casarse con Esmeraldina. Chelio y Fata Morgana se encuentran, cada uno de ellos acusando al otro de hacer trampas, pero los Ridicules intervienen y echan a la bruja, dejando libre el campo para Chelio. Éste devuelve a Ninette su forma natural. Los conspiradores son sentenciados a muerte, pero Fata Morgana les ayuda a escapar a través de una trampilla, y la ópera acaba con todo el mundo alabando al príncipe y su novia.

## Grabaciones
| Año     | Elenco (Rey de Tréboles, El Príncipe, La Princesa Leandro, Truffaldino, Pantalón, Chelio, Fata Morgana)                                      | Director, Teatro de ópera y Orquesta                                                                             | Sello discográfico                                                                      |
| ------- | --- | --- | --------------------------------------------------------------------------------------- |
| 1989    | Gabriel Bacquier, Jean-Luc Viala, Hélène Perraguin, Vincent Le Texier, Georges Gautier, Didier Henry, Gregory Reinhart, Michèle Lagrange     | Kent Nagano, Orquesta y coro de la Ópera de Lyon (Grabación en vivo en francés)                                  | Audio CD: EMI Cat: 358694-2; Virgin Classics, Cat: 58694 DVD: Arthaus Musik Cat: 100404 |
| 1997/98 | Mikail Kit, Yevgeny Akimov, Larissa Diadkova, Alexander Morozov, Konstantin Pluzhnikov, Vassily Gerelo, Vladimir Vaneyev, Larissa Shevchenko | Valery Gergiev, Orquesta y coro del Teatro Kirov (Interpretado en ruso)                                          | Audio CD: Philips, Cat: 462 913-2                                                       |
| 2005    | Bruce Martin, John MacMaster, Deborah Humble, Teddy Tahu Rhodes, William Ferguson, Warwick Fyfe, Jud Arthur, Elizabeth Whitehouse            | Richard Hickox, Orquesta de la Ópera y Ballet de Australia y Coro de la Ópera Australia (Interpretado en inglés) | Audio CD: Chandos Records Cat: CHAN 10347                                               |

## Arreglos de la música

### Suite deEl amor de las tres naranjas, Op. 33bis
Prokófiev recopiló una suite orquestal de la ópera para uso en concierto. Dura 15–20 minutos, y tiene seis movimientos:
| 1. Los Ridicules 2. El mago Chelio y Fata Morgana juegan a las cartas (escena infernal) 3. Marcha | 4. Scherzo 5. El príncipe y la princesa 6. Huida |

Grabaciones recientes de la suite son:
- Orquesta Sinfónica Nacional dir. Leonard Slatkin, BMG Classics, 1998
- Orquesta Nacional ORTF dir. Lorin Maazel, Sony Classical, 1991
- Royal Scottish National Orchestra dir. Neeme Järvi, Chandos, 1989

### Marcha y Scherzo deEl amor de las tres naranjas, Op. 33ter
El compositor hizo la transcripción para piano solo de la Marcha y el Scherzo.

### Vídeos
En ruso
- 2004 – Alexey Tanovitsky (Rey de Clubs), Andrey Ilyushnikov (el príncipe), Nadezhda Serdjuk (princesa Clarissa), Eduard Tsanga (Leandro), Kirill Dusheschkin (Truffaldino), Vladislas Sulimsky (Pantalone), Pavel Schmulevich (el mago, Chelio), Ekaterina Shimanovitch (Fata Morgana), Sophie Tellier (Linetta), Natalia Yevstafieva (Nicoletta), Julia Smorodina (Ninetta), Yuriy Vorobiev (el Cook), Alexander Gerasimov (Farfarello), Wojciek Ziarnik (Heraldo), Juan Noval (Maestro de Ceremonias), Michel Fau (La Diva). EuropaChorAkademie & Orquesta de Cámara Mahler, dirigidos por Tugan Sokhiev. Dirección escénica de Philippe Calvario. Coproducción Festival d'Aix-en-Provence 2004, Teatro Real de Madrid. DVD Tugan Sokhiev Bel Air Classics. Subtítulos en ruso.

En francés
- 1982 - Ópera del Festival de Glyndebourne,[10] director de orquesta Bernard Haitink. Diseño escénico de Maurice Sendak. Warner box.
- 1989 - Gabriel Bacquier, Jean-Luc Viala, Georges Gautier, Catherine Dubosc, Jules Bastin, Coro y orquesta de la Ópera de Lyon, director Kent Nagano, director escénico Louis Erlo.
- 2005 - Alain Vernhes, Martial Defontaine, François Le Roux, Serghei Khomov, Sandrine Piau, Anna Shafajinskaja, Willard White. Orquesta Filarmónica de Róterdam y Coro de la De Nederlandse Opera, Stéphane Denève, Laurent Pelly (director escénico). Grabado en vivo en el Het Muziektheater, Ámsterdam. Opus Arte.
- 2005 - Charles Workman (el príncipe), José Van Dam (Chelio), Philippe Rouillon (El rey de Trèfle), Barry Banks (Trufaldino) & Béatrice Uria-Monzon (Fata Morgana). Ópera Nacional de París, Sylvain Cambreling (director), Gilbert Deflo (director escénico), Decorado y vestuario de William Orlandi.